# Mike Thompson
Charles Michael Thompson dit Mike Thompson, né le 24 janvier 1951 à Saint Helena, est un homme politique américain, élu démocrate de Californie à la Chambre des représentants des États-Unis depuis 1999.

## Biographie
Mike Thompson est originaire de Saint Helena, dans le comté de Napa. De 1969 à 1972, il s'engae dans la United States Army. Diplômé d'un bachelor de l'université d'État de Californie à Chico en 1982, il travaille un temps à l'Assemblée de l'État de Californie.
En 1990, il est élu au Sénat californien. Durant son mandat, il obtient un master de l'université d'État de Californie.
En 1998, il est élu à la Chambre des représentants des États-Unis dans le 1er district de Californie avec 61,9 % des voix devant le républicain Mark Luce (32,8 %). De 2000 à 2010, il est toujours réélu avec plus de 62 % des suffrages. Depuis 2012, il est réélu dans le 5e district avec plus de 74 % des voix.